# ウェス・クレイヴン's カースド
『ウェス・クレイヴン's カースド』（Cursed）は、2005年のアメリカ合衆国のホラー映画。監督はウェス・クレイヴン。
この映画はロサンゼルスを舞台にし、人狼を題材にした作品である。（ただし、特殊効果を要する場面はカナダのマニトバ州 ウィニペグで撮影された。）

## ストーリー
エリーと、その弟でおたくっぽい高校生のジミーは運転中に飛び出してきた謎の獣に接触し、対向車と事故を起こす。相手の女性ドライバーは救出の甲斐なく、謎の獣に襲われて死亡。2人も襲われ、軽傷を負う。
この日を境に、エリーとジミーに異常な変化が現われ始める。研ぎすまされる感覚、驚異的に増す身体能力、血の匂いと生肉に惹かれ、手のひらにはいにしえから連鎖する“野獣の呪い”（カースド）の刻印が現われる。その影響でジミーは片思いの相手ブルックと両思いになり、おまけに実はゲイだったいじめっ子ボーにまで告白もされてしまう。自分達が次第に人狼化していることを自覚するエリーとジミー。同時に謎の獣によって、エリーの同僚であるベッキーとジェミーが殺される。さらに飼い犬ジッパーもジミーを噛んだ事によりモンスター化し襲い掛かってくる始末。
実は姉弟を襲った謎の獣の正体はエリーの彼氏であるジェイクであった。ジェイクは呪われて生まれたのだ。またエリーの親友ジョアニーもかつてジェイクと付き合っていた頃に噛まれ、人狼化していた。ベッキーとジェミーを襲ったのは、ジェイクに色目を使う二人に嫉妬したジョアニーの仕業だった。
そして今、ジョアニーはジミー、エリー姉弟にも襲い掛かってくる。やがて駆けつけた警官隊によりジョアニーは射殺された。
帰宅した2人をジェイクが待っていた。その時、ついにエリーとジミーに本当の変身の時が訪れる。呪いを解くには呪いの発信者、即ちジェイクを殺すしかない。ジェイクはエリーとジミーにこのまま人狼の仲間になること強要しようとするが拒絶され、2人を殺そうとする。激戦の末、エリーとジミーはジェイクの首をはねることにより野獣の呪いを解き、ジッパー共々、元に戻るのであった。

## キャスト
- クリスティーナ・リッチ：エリー  (幸田夏穂)

ヒロイン。獣に襲われた事故により体質がおかしくなる。
- ジェシー・アイゼンバーグ：ジミー (井上剛)

エリーの弟。高校生。獣に襲われた事故により体質がおかしくなる。
- ジョシュア・ジャクソン：ジェイク (志村知幸)

エリーの恋人。
- ジュディ・グリア：ジョアニー (弓場沙織)

エリーの親友。
- マイア：ジェニー・テイト
- シャノン・エリザベス：ベッキー・モートン

エリーの同僚。
- マイケル・ローゼンバウム：カイル (西嶋陽一)
- クリスティーナ・アナパウ：ブルック (足立友)

ジミーが片思いしている相手。
- マイロ・ヴィンティミリア ：ボー

ジミーをいじめている男子。実はゲイでジミーに恋していた。
- ポーシャ・デ・ロッシ ：ゼラ
- ミシェル・クルージ ：デビー
- スコット・バイオ ：本人として (西垣俊作)
- クレイグ・キルボーン：本人として
- ランス・バス ：本人として
- ソーラー：ジッパー

エリーとジミーの飼い犬。
- ボウリング・フォー・スープ：本人として
- その他の声の吹き替え：杉山大／ふくまつ進紗／ちふゆ／田坂浩樹／新田万紀子／井田国男／赤池裕美子／小泉隼人

## 制作
この映画は製作・脚本の問題で1年以上も制作が長引き、スケジュールの関係などで 降板したキャストも出てきた。降板したキャストの中にはスキート・ウールリッチ, マンディ・ムーア、オマー・エップス、イリーナ・ダグラス、ヘザー・ランゲンカンプ、スコット・フォーリー、ロバート・フォスター、コリー・フェルドマンなどもおり、中には撮影後に監督のウェス・クレイヴンとけんかして降板したキャストもいた。
ジミーの高校の場面は『バフィー 〜恋する十字架〜』のサニーデール高校として、また『ビバリーヒルズ高校白書』でも使われたことがあるトーランス高校と、ヴェルデューゴ・ヒル高校
で撮影された。
アメリカ合衆国での公開の際、はっきりした暴力表現があるとのことでMPAAが R指定にしようとしたが、制作者側は多くの人に見てもらうためにPG-13指定に下げてほしいと望み、編集したうえでPG-13指定にしてもらった。
カナダにおいては無修正版が劇場公開され、 アルバータ州、マニトバ州、オンタリオ州では14A指定に、Maritimes (公開後)では14指定に、ケベック州では13+指定された。 ブリティッシュコロンビア州では18A指定になったが、観客数が振るわず、アメリカ合衆国の修正版を公開したところ、14A指定になった。

## 公開・DVDリリース
この映画の北米での公開は2005年2月25日。北米での興行収入は約1900万ドル。
アメリカ合衆国でのDVDリリースは2005年6月21日で、PG13指定を受けた劇場公開版と、無修正版の2つがリリースされた。無修正版は劇場公開版より3分長い。
カナダでは、 Alliance Atlantis が無修正版DVDだけを発売し、表紙も元々の劇場公開版に合わせた。

## 批評
Rotten Tomatoesでの "Rotten"度は17% で、「先の読める展開と、安っぽい特殊メイクであまり怖くなかった」とまとめてあった。